# 富士パン粉工業
富士パン粉工業株式会社（ふじパンここうぎょう）とは、ソフトパン粉（生パン粉）・乾燥パン粉などを製造する食品製造企業。本社は東京都江東区白河1丁目7番5号。なお、製パンメーカーのフジパンとの資本・業務関係は一切行っていない。

## 概要
主に日本国内向けに外食産業の、揚げ物用（豚カツなど）生パン粉・乾燥パン粉を製造するメーカー。現在生パン粉の一般的な名称で使用されている、「ソフトパン粉」の造語を採用して販売を開始（1955年）したのは富士パン粉工業から。（登録商標ではないので現在は一般的に使用されている）「生パン粉=ソフトパン粉」として生パン粉の特徴を端的に捉えたネーミングで商品普及・浸透に取り組み、乾燥パン粉にはない食感・仕上がりの良さで現在では多くのレストラン、惣菜店などで生パン粉が使用されている。
一般的なパン粉

- 焙焼式パン粉（生パン粉）

主にカラッと仕上げる揚げ物向け、ハンバーグの繋ぎに使用されるパン粉。
- 電極式パン粉（生パン粉）

パン耳部分がないパンから作られる。揚げ物の形が美しく仕上がり、剣立ちの良いパン粉としてきめ細かくサクサク揚がる特徴があり、食べたときの食感が良い。
- 乾燥パン粉

パンを粉砕して、乾燥させたもの。保存性に優れており、メーカーの推奨している保存法で対処すれば製造後半年近く保存が可能。数多くのメーカーで製品化されており、安価な価格や入手のし易さで広く一般家庭に普及・活用されている。

## 主力商品
- 生パン粉
- ロングライフパン粉
- 乾燥パン粉
- セミドライパン粉
- ブレダーパン粉

富士パン粉工業が自社開発・特許を取得したパン粉を製造。主な特徴は、ベーキングパウダーで膨張させ高周波で焼き上げ、粉砕したクラッカーパン粉。イーストは使用していない。

## 沿革
- 1949年-亀屋パン食品工業株式会社社長の小澤幸松がパン粉の製造の研究開始。
- 1950年-富士パン粉工業株式会社を設立。
- 1955年-業務用に開発したソフトパン粉を発売。
- 1960年-富士食品工業株式会社を設立。パン粉専門工場を埼玉県蕨市に建設。
- 1982年-新設したブレダーパン粉製造ライン完成。ブレダーパン粉の発売開始。
- 1986年-富士パン粉工業株式会社と富士食品工業株式会社と合併。富士パン粉工業株式会社を存続会社として発足。

富士パン粉工業・基礎会社情報 

- 本社 - 東京都江東区白河1丁目7番5号
- 商号 - 富士パン粉工業株式会社
- 資本金 - 9,900万円
- 代表取締役社長 - 小澤武夫

詳細は公式ホームページ・外部リンクを参照

### 関連会社
- 亀屋パン食品工業株式会社
- 富士興産株式会社